# نبرد فردریکزبرگ
نبرد فردریکزبرگ (انگلیسی: Battle of Fredericksburg) مبارزه‌ای بود که در یازدهم تا پانزدهم دسامبر سال ۱۸۶۲ در داخل و اطراف فردریکزبرگ، ویرجینیا بین ژنرال ارتش مؤتلفه به رهبری رابرت ئی. لی، ارتش ویرجینیای شمالی و اتحادیه، ارتش پوتوماک و به فرمان ژنرال ارتش اتحادیه امبروز برن‌ساید آغاز شد. ارتش اتحادیه در ۱۳ دسامبر تلاش بیهوده‌ای را با حملات سنگین برای شکست خط دفاعی ارتش موتلفه که در ارتفاعات پشت شهر سنگر گرفته بودند انجام داد، حداقل در دو حملهٔ سنگین ارتش اتحادیه تلفات بسیار زیادی به جای گذاشت بدون آنکه نتیجهٔ لازمه را به دست آورد.
تاخیر اداری و عدم رسیدن به موقع تجهیزات لازم باعث شد که ژنرال برنساید نتواند به آنچه که می‌خواهد دست یابد، عمدهٔ نیاز او در جهت موفقیت برای این نبرد ایجاد یک پل موقت نظامی بود که به دلیل تاخیر در رسیدن تجهیزات و مهندسان موفق به ایجاد آن نشد و ژنرال لی به موقع و با نبوغ نظامی‌اش پیش‌دستی کرد و خطوط سوق‌الجیشی مورد نیاز اتحادیه را تسخیر کرد، در پانزدهم دسامبر ژنرال برنساید که دچار تلفات سنگینی شده بود مجبور به عقب‌نشینی شد و یکی دیگر از شکست‌های ارتش اتحادیه در برابر موتلفه رقم خورد

## نگارخانه

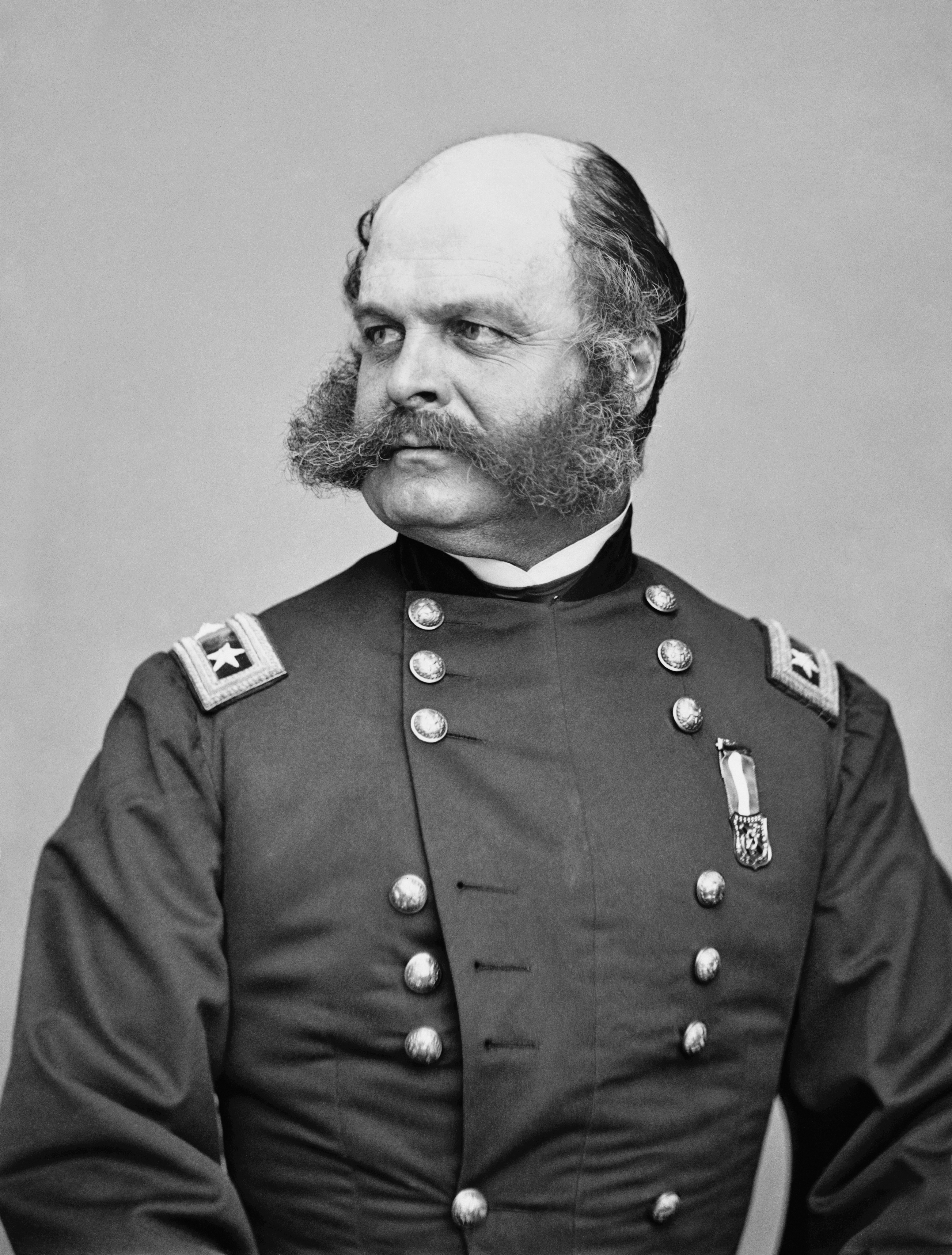
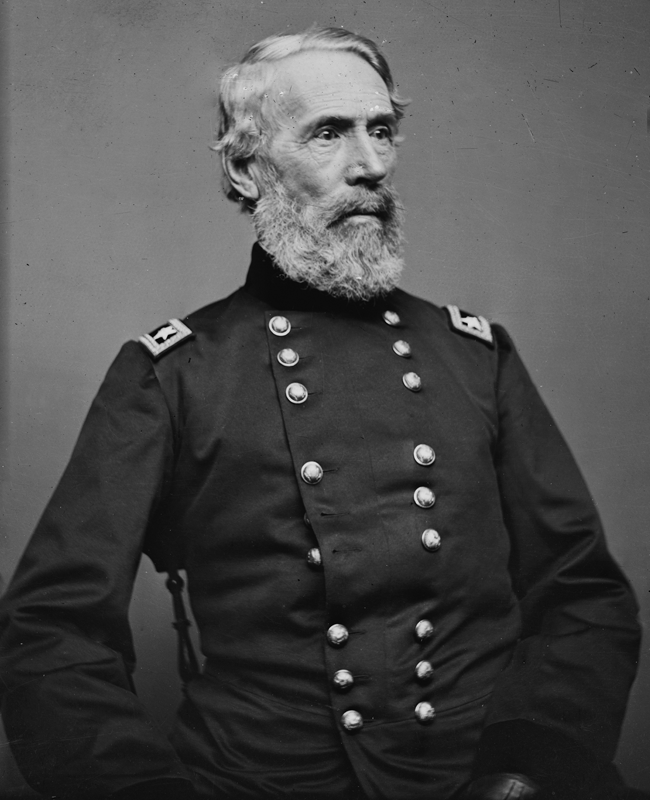
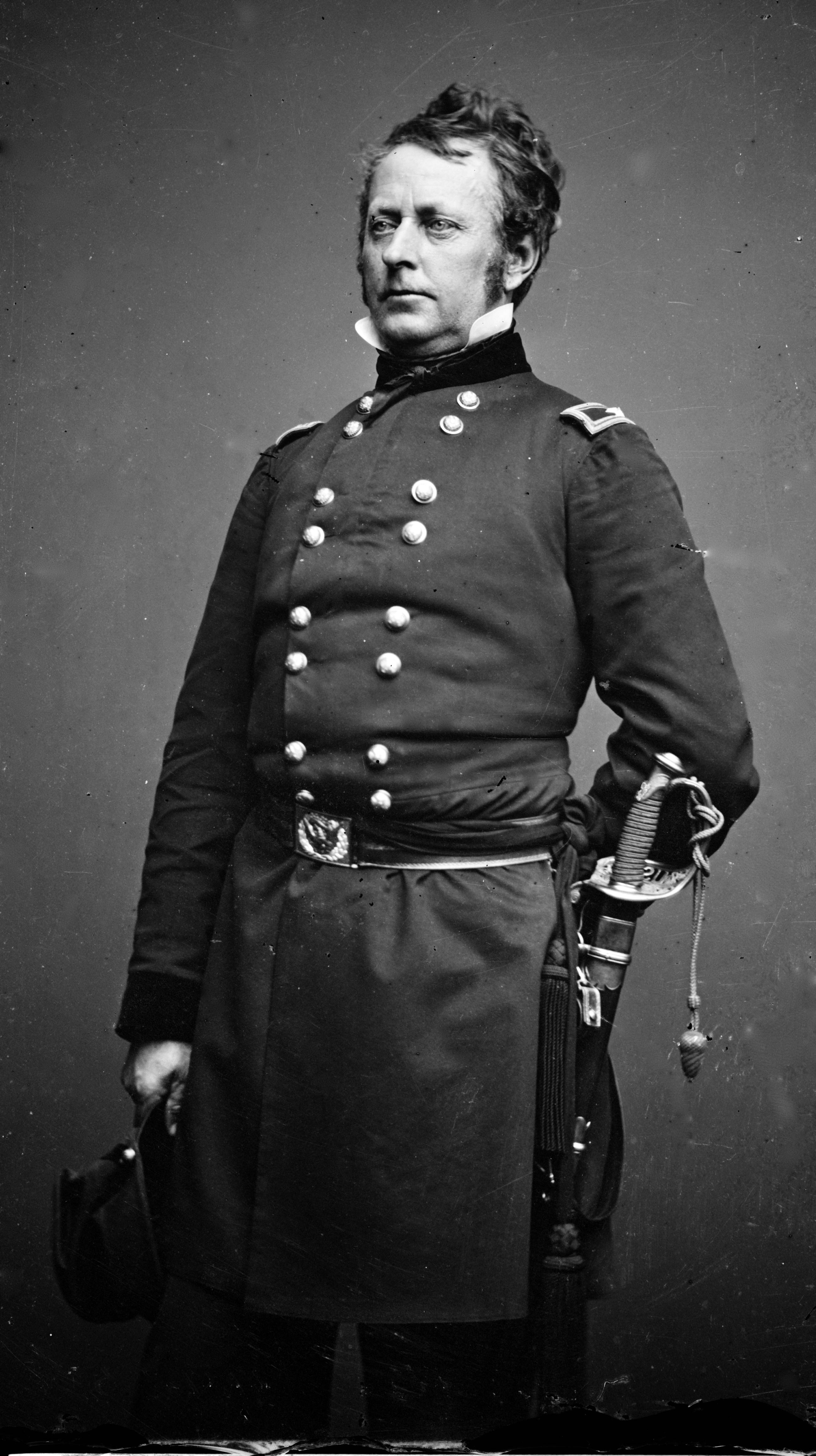
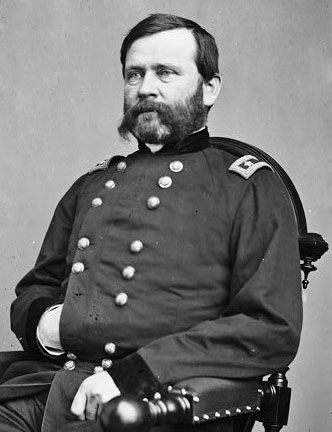